# Horsham (circonscription du Parlement britannique)
Pour les articles homonymes, voir Horsham.
Circonscription parlementaire de la Chambre des communes
Pour les articles homonymes, voir Horsham (homonymie).
La circonscription de Horsham est une circonscription parlementaire britannique représentée à la Chambre des communes du Parlement britannique. Elle est située dans le West Sussex.
Dès le Parlement modèle de 1295, la ville de Horsham envoie des représentants au Parlement d'Angleterre. Jusqu'en 1832, elle bénéficie de deux parlementaires. La circonscription disparaît en 1918, fusionnée au sein de celle de Horsham and Worthing. Recréée en 1945, elle disparaît à nouveau en 1974, fusionnée au sein de celle de Horsham and Crawley. Elle est à nouveau recréée en 1983. 

## Members of Parliament

### MPs avant 1660
| Parlement  | Premier membre           | Second membre            |
| ---------- | ------------------------ | ------------------------ |
| 1386       | Henry Boteler            | (?William Rydel)ere I    |
| 1388 (fev) | Roger Wyldegose          | William Rydelere I       |
| 1388 (sep) | John Baker               | Thomas Jewdry            |
| 1390 (jan) | Henry Boteler            |                          |
| 1390 (nov) |                          |                          |
| 1391       | Henry Boteler            | Thomas Jewdry            |
| 1393       | William Chode            | William Rydelere II      |
| 1394       |                          |                          |
| 1395       | Henry Boteler            | Roger Eylove             |
| 1397 (jan) | William Rydelere I       | Roger Wyldegose          |
| 1397 (sep) | Henry Boteler            | Richard Coudene          |
| 1399       | William Chode            | Richard Coudene          |
| 1401       |                          |                          |
| 1402       | Thomas Bolter            | Robert atte Lynde        |
| 1404 (Jan) |                          |                          |
| 1404 (Oct) |                          |                          |
| 1406       | Thomas Chode             | John Stoute              |
| 1407       | Thomas Bolter            | Thomas Chode             |
| 1410       |                          |                          |
| 1411       |                          |                          |
| 1413 (fev) |                          |                          |
| 1413 (mai) | Henry Boteler II         | Thomas Pylfold           |
| 1414 (avr) |                          |                          |
| 1414 (nov) | Thomas Chode             | Thomas Wodehach          |
| 1415       |                          |                          |
| 1416 (mar) | Henry Boteler II         | Walter Urry              |
| 1416 (oct) |                          |                          |
| 1417       | John Haselhurst          | William Hynekere         |
| 1419       | William Stoute           | Walter Ury               |
| 1420       | William Hynekere         | William Stoute           |
| 1421 (May) | Thomas Chode             | Peter Hent               |
| 1421 (Dec) | Henry Boteler II         | Roger Elyot              |
| 1510–1523  | No names known           | No names known           |
| 1529       | Alfred Berwick           | Henry Hussey             |
| 1536       | ?                        |                          |
| 1539       | ?                        |                          |
| 1542       | ?                        |                          |
| 1545       | Sir Anthony Wingfield    | Francis Knollys          |
| 1547       | Andrew Baynton           | John Vaughan             |
| 1553 (mar) | Sir Henry Hussey         | Edward Lewknor           |
| 1553 (oct) | Anthony Hussey           | John Michell             |
| 1554 (avr) | Richard Baker            | John Baker               |
| 1554 (nov) | William Tooke            | John Purvey              |
| 1555       | Robert Colshill          | William Hogan            |
| 1558       | John Blennerhassett      | Richard Fulmerston       |
| 1558 (Dec) | Richard Lestrange        | Nicholas Mynn            |
| 1562/3     | Peter Osborne            | Robert Buxton            |
| 1571       | John Hussey              | John Gresham             |
| 1572       | Nicholas Hare            | John Hare                |
| 1584       | Nicholas Hare            | John Hare                |
| 1586       | Nicholas Hare            | John Hare                |
| 1588/9     | Nicholas Hare            | John Hare                |
| 1593       | John Hare                | Richard Franke           |
| 1597       | John Hare                | James Booth              |
| 1601       | Sir William Hervey       | Michael Hicks            |
| 1604       | John Dodderidge          | Michael Hicks            |
| 1614       | John Middleton           | Sir Thomas Vavasour      |
| 1621       | Thomas Cornwallis        | John Middleton           |
| 1624       | John Borough             | John Middleton           |
| 1625       | John Borough             | John Middleton           |
| 1626       | John Borough             | John Middleton           |
| 1628       | Dudley North             | John Middleton           |
| 1629–1640  | Aucun parlement convoqué | Aucun parlement convoqué |

### MPs 1660–1832
| Année          | Premier membre | Premier membre           | Premier Parti             | Second membre   | Second membre    | Second Parti |
| -------------- | -------------- | ------------------------ | ------------------------- | --------------- | ---------------- | ------------ |
| 1660           |                | Thomas Middleton         |                           |                 | Hall Ravenscroft |              |
| 1661           |                | Sir John Covert, Bt      |                           |                 | Henry Chowne     |              |
| 1669           |                | Sir John Covert, Bt      | Orlando Bridgeman         |                 |                  |              |
| 1679           |                | Anthony Eversfield       |                           |                 | John Michell     |              |
| 1681           |                | John Machell             |                           |                 | John Michell     |              |
| 1685           |                | John Machell             | Anthony Eversfield        |                 |                  |              |
| 1690           |                | John Machell             | Thomas White              |                 |                  |              |
| 1695           |                | John Machell             | Henry Yates               |                 |                  |              |
| janvier 1701   |                | Henry Cowper             | Henry Yates               |                 |                  |              |
| novembre 1701  |                | John Wicker              | Henry Yates               |                 |                  |              |
| 1702           |                | John Wicker              | Henry Cowper              |                 |                  |              |
| 1705           |                | Charles Eversfield       | Henry Cowper              |                 |                  |              |
| 1707           |                | Charles Eversfield       | Henry Goring              |                 |                  |              |
| 1708           |                | Charles Eversfield       | John Wicker               |                 |                  |              |
| 1710           |                | John Middleton           | John Wicker               |                 |                  |              |
| 1713           |                | John Middleton           | Charles Eversfield        |                 |                  |              |
| janvier 1715   |                | Sir Henry Goring, Bt     | Charles Eversfield        |                 |                  |              |
| juin 1715      |                | Hon. Arthur Ingram       |                           |                 | Arthur Ingram    |              |
| 1721           |                | Charles Eversfield       |                           |                 | Arthur Ingram    |              |
| 1722           |                | Charles Eversfield       | Hon. Henry Ingram         |                 |                  |              |
| 1737           |                | Charles Eversfield       | Hon. Charles Ingram       |                 |                  |              |
| 1741           |                | Sir Richard Mill, Bt     | Hon. Charles Ingram       |                 |                  |              |
| 1747           |                | Charles Ingram           | Hon. Charles Ingram       |                 |                  |              |
| 1748           |                | Charles Ingram           | Sir Lionel Pilkington, Bt |                 |                  |              |
| 1763           |                | Robert Pratt             | Sir Lionel Pilkington, Bt |                 |                  |              |
| 1768           |                | Robert Pratt             | James Grenville           |                 |                  |              |
| 1770           |                | Robert Pratt             | James Wallace             | Tory            |                  |              |
| 1774           |                | Jeremiah Dyson           | James Wallace             | Tory            | Tory             |              |
| 1776           |                | Charles Moore            | James Wallace             | Tory            | Tory             |              |
| septembre 1780 |                | George Legg              | James Wallace             | Tory            | Tory             |              |
| novembre 1780  |                | Sir George Osborn, Bt    | James Wallace             | Tory            | Tory             |              |
| 1783           |                | Sir George Osborn, Bt    | James Craufurd            |                 | Tory             |              |
| 1784           |                | Jeremiah Crutchley       |                           |                 | Philip Metcalfe  |              |
| 1790           |                | Timothy Shelley          | Whig                      |                 | Wilson Braddyll  |              |
| 1792           |                | Lord William Gordon      |                           |                 | James Baillie    |              |
| 1793           |                | Lord William Gordon      | William Fullarton         |                 |                  |              |
| 1796           |                | Sir John MacPherson      |                           |                 | James Fox-Lane   |              |
| 1802           |                | Edward Hilliard          |                           |                 | Patrick Ross     |              |
| 1804           |                | Edward Hilliard          | James Harris              | Tory            |                  |              |
| 1806           |                | Francis John Wilder      | Whig                      |                 | Love Jones-Parry | Whig         |
| 1807           |                | Sir Samuel Romilly       | Whig                      |                 | Love Jones-Parry | Whig         |
| 1808           |                | Joseph Marryat           | Tory                      |                 | Henry Goulburn   | Tory         |
| 1812           |                | Arthur Piggott           | Whig                      |                 | Robert Hurst     | Whig         |
| 1818           |                | George Phillips          | Whig                      |                 | Robert Hurst     | Whig         |
| 1820           |                | Sir John Aubrey, Bt      | Whig                      |                 | Robert Hurst     | Whig         |
| 1826           |                | Henry Fox                | Whig                      |                 | Robert Hurst     | Whig         |
| 1827           |                | Nicholas Ridley-Colborne | Whig                      |                 | Robert Hurst     | Whig         |
| 1829           |                | Nicholas Ridley-Colborne | Whig                      | Comte d'Arundel | Whig             |              |

- Représentation réduite à un (1832)

### MPs 1832–1918
| Élection | Élection                | Membre                                            | Membre                                            | Parti                                             |
| -------- | ----------------------- | ------------------------------------------------- | ------------------------------------------------- | ------------------------------------------------- |
|          | 1832                    | Robert Henry Hurst                                |                                                   | Radical,                                          |
|          | 1841                    | Robert Scarlett                                   |                                                   | Conservateur                                      |
|          | Élection partielle 1844 | Robert Henry Hurst                                |                                                   | Radical,                                          |
|          | 1847                    | John Jervis                                       |                                                   | Radical                                           |
|          | Élection partielle 1848 | William Vesey-FitzGerald                          |                                                   | Conservateur                                      |
|          | Élection partielle 1848 | Lord Edward Howard                                |                                                   | Whig                                              |
|          | 1852                    | William Vesey-FitzGerald                          |                                                   | Conservateur                                      |
|          | 1865                    | Robert Henry Hurst                                |                                                   | Libéral                                           |
|          | 1841                    | John Aldridge                                     |                                                   | Conservateur                                      |
|          | 1841                    | Robert Henry Hurst                                |                                                   | Libéral                                           |
|          | 1874                    | Sir William Vesey-FitzGerald                      |                                                   | Conservateur                                      |
|          | Élection partielle 1875 | Robert Henry Hurst                                |                                                   | Libéral                                           |
|          | Élection partielle 1876 | James Clifton Brown                               |                                                   | Libéral                                           |
|          | 1880                    | Sir Henry Aubrey-Fletcher, Bt                     |                                                   | Conservateur                                      |
|          | 1885                    | Sir Walter Barttelot, Bt                          |                                                   | Conservateur                                      |
|          | Élection partielle 1893 | John Heywood Johnstone                            |                                                   | Conservateur                                      |
|          | Élection partielle 1904 | Edward Turnour                                    |                                                   | Conservateur                                      |
| 1918     | 1918                    | Circonscription abolie: voir Horsham and Worthing | Circonscription abolie: voir Horsham and Worthing | Circonscription abolie: voir Horsham and Worthing |

### MPs 1945–1974
| Élection | Élection | Membre                                            | Membre                                            | Parti                                             |
| -------- | -------- | ------------------------------------------------- | ------------------------------------------------- | ------------------------------------------------- |
|          | 1945     | Edward Turnour                                    |                                                   | Conservateur                                      |
|          | 1951     | Frederick Gough                                   |                                                   | Conservateur                                      |
|          | 1964     | Peter Hordern                                     |                                                   | Conservateur                                      |
| Fev 1974 | Fev 1974 | Circonscription abolie: voir Horsham and Worthing | Circonscription abolie: voir Horsham and Worthing | Circonscription abolie: voir Horsham and Worthing |

### MPs depuis 1983
| Élection | Élection | Membre            | Membre | Parti               |
| -------- | -------- | ----------------- | ------ | ------------------- |
|          | 1983     | Sir Peter Hordern |        | Conservateur        |
|          | 1997     | Francis Maude     |        | Conservateur        |
|          | 2015     | Jeremy Quin       |        | Conservateur        |
|          | 2024     | John Milne        |        | Libéraux-démocrates |

## Élections depuis 1983

### Élections dans les années 2010
| Parti         | Parti                | Candidat             | Voix   | %    | ±    |
| ------------- | -------------------- | -------------------- | ------ | ---- | ---- |
|               | Conservateur         | Jeremy Quin          | 35,900 | 56,8 | 2.7  |
|               | Libéral Démocrate    | Louise Potter        | 14,773 | 23,4 | 11.1 |
|               | Travailliste         | Michael Jones        | 9,424  | 14,9 | 6.8  |
|               | Green                | Catherine Ross       | 2,668  | 4,2  | 1.2  |
|               | Peace                | Jim Duggan           | 477    | 0,8  | 0.4  |
| Majorité      | Majorité             | Majorité             | 21,127 | 33,4 | 4.5  |
| Participation | Participation        | Participation        | 63,202 | 72,9 | 2.0  |
|               | Conservateur retenir | Conservateur retenir | Swing  | 6.9  |      |

| Parti         | Parti                | Candidat             | Voix   | %    | ±    |
| ------------- | -------------------- | -------------------- | ------ | ---- | ---- |
|               | Conservateur         | Jeremy Quin          | 36,906 | 59,5 | 2.2  |
|               | Travailliste         | Susannah Brady       | 13,422 | 21,7 | 10.3 |
|               | Libéral Démocrate    | Morwen Millson       | 7,644  | 12,3 | 0.6  |
|               | Green                | Catherine Ross       | 1,844  | 3,0  | 0.9  |
|               | UKIP                 | Roger Arthur         | 1,533  | 2,5  | 11.5 |
|               | Something New        | James Smith          | 375    | 0,6  | 0.1  |
|               | Peace                | Jim Duggan           | 263    | 0,4  | 0.1  |
| Majorité      | Majorité             | Majorité             | 23,484 | 37,9 | 5.4  |
| Participation | Participation        | Participation        | 61,987 | 74,9 | 2.7  |
|               | Conservateur retenir | Conservateur retenir | Swing  | 4.05 |      |

| Parti         | Parti                | Candidat             | Voix   | %    | ±     |
| ------------- | -------------------- | -------------------- | ------ | ---- | ----- |
|               | Conservateur         | Jeremy Quin          | 32,627 | 57,3 | +4.6  |
|               | UKIP                 | Roger Arthur         | 7,969  | 14,0 | +8.9  |
|               | Libéral Démocrate    | Morwen Millson       | 6,647  | 11,7 | −20.5 |
|               | Travailliste         | Martyn Davis         | 6,499  | 11,4 | +3.9  |
|               | Green                | Darrin Green         | 2,198  | 3,9  | +2.8  |
|               | Something New        | James Smith          | 375    | 0,7  | N/A   |
|               | Peace                | Jim Duggan           | 307    | 0,5  | +0.1  |
|               | Indépendant          | Jim Rae              | 303    | 0,5  | N/A   |
| Majorité      | Majorité             | Majorité             | 24,658 | 43,3 | +22.8 |
| Participation | Participation        | Participation        | 56,925 | 72,8 | 0.6   |
|               | Conservateur retenir | Conservateur retenir | Swing  | 2.15 |       |

| Parti         | Parti                | Candidat             | Voix   | %     | ±     |
| ------------- | -------------------- | -------------------- | ------ | ----- | ----- |
|               | Conservateur         | Francis Maude        | 29,447 | 52,7  | +2.7  |
|               | Libéral Démocrate    | Godfrey Newman       | 17,987 | 32,2  | +5.4  |
|               | Travailliste         | Andrew Skudder       | 4,189  | 7,5   | −9.6  |
|               | UKIP                 | Harry Aldridge       | 2,839  | 5,1   | +0.4  |
|               | Green                | Nick Fitter          | 570    | 1,0   | N/A   |
|               | Christian            | Steve Lyon           | 469    | 0,8   | N/A   |
|               | Peace                | Jim Duggan           | 253    | 0,5   | N/A   |
|               | Indépendant          | Derek Kissach        | 87     | 0,2   | N/A   |
| Majorité      | Majorité             | Majorité             | 11,460 | 20,5  | −2.7  |
| Participation | Participation        | Participation        | 55,841 | 72,12 | +3.97 |
|               | Conservateur retenir | Conservateur retenir | Swing  |       |       |

### Élections dans les années 2000
| Parti         | Parti                         | Candidat             | Voix   | %     | ±    |
| ------------- | ----------------------------- | -------------------- | ------ | ----- | ---- |
|               | Conservateur                  | Francis Maude        | 27,240 | 50,0  | −1.5 |
|               | Libéral Démocrate             | Rosie Sharpley       | 14,613 | 26,8  | +2.2 |
|               | Travailliste                  | Rehman Chishti       | 9,320  | 17,1  | −3.1 |
|               | UKIP                          | Hugo Miller          | 2,552  | 4,7   | +1.8 |
|               | Indépendant                   | Jim Duggan           | 416    | 0,8   | 0.0  |
|               | People of Horsham First Party | Martin Jeremiah      | 354    | 0,6   | N/A  |
| Majorité      | Majorité                      | Majorité             | 12,627 | 23,2  | −3.7 |
| Participation | Participation                 | Participation        | 54,495 | 68,15 | 3.5  |
|               | Conservateur retenir          | Conservateur retenir | Swing  | −1.9  |      |

| Parti         | Parti                | Candidat             | Voix   | %    | ±     |
| ------------- | -------------------- | -------------------- | ------ | ---- | ----- |
|               | Conservateur         | Francis Maude        | 26,134 | 51,5 | +0.7  |
|               | Libéral Démocrate    | Hubert Carr          | 12,468 | 24,6 | −0.2  |
|               | Travailliste         | Janet Sully          | 10,267 | 20,2 | +1.5  |
|               | UKIP                 | Hugo Miller          | 1,472  | 2,9  | +1.5  |
|               | Indépendant          | Jim Duggan           | 429    | 0,8  | N/A   |
| Majorité      | Majorité             | Majorité             | 13,666 | 26,9 | +1.0  |
| Participation | Participation        | Participation        | 50,770 | 63,8 | −11.5 |
|               | Conservateur retenir | Conservateur retenir | Swing  | +0.5 |       |

### Élections dans les années 1990
| Parti         | Parti                | Candidat             | Voix   | %    | ±     |
| ------------- | -------------------- | -------------------- | ------ | ---- | ----- |
|               | Conservateur         | Francis Maude        | 29,015 | 50,7 | −11.5 |
|               | Libéral Démocrate    | Morwen Millson       | 14,153 | 24,8 | +2.0  |
|               | Travailliste         | Maureen Walsh        | 10,691 | 18,7 | +6.8  |
|               | Référendum           | Robin Grant          | 2,281  | 4,0  | N/A   |
|               | UKIP                 | Hugo Miller          | 819    | 1,4  | N/A   |
|               | Indépendant          | Malcolm Courbould    | 206    | 0,4  | N/A   |
| Majorité      | Majorité             | Majorité             | 14,862 | 25,9 | −10.8 |
| Participation | Participation        | Participation        | 57,165 | 75,3 | −6.0  |
|               | Conservateur retenir | Conservateur retenir | Swing  | −6.8 |       |

Cette circonscription a subi des changements de limites entre les élections générales de 1992 et 1997 et donc la variation de la part des voix est basée sur un calcul théorique.
| Parti         | Parti                | Candidat             | Voix   | %    | ±    |
| ------------- | -------------------- | -------------------- | ------ | ---- | ---- |
|               | Conservateur         | Peter Hordern        | 42,210 | 61,7 | −2.0 |
|               | Libéral Démocrate    | Julie Stainton       | 17,138 | 25,0 | −0.4 |
|               | Travailliste         | SPP Unwins           | 6,745  | 9,9  | +1.2 |
|               | Libéral              | JA Elliot            | 1,281  | 1,9  | N/A  |
|               | Green                | TJ King              | 692    | 1,0  | −1.2 |
|               | Indépendant          | JJ Duggan            | 332    | 0,5  | N/A  |
| Majorité      | Majorité             | Majorité             | 25,072 | 36,7 | −1.6 |
| Participation | Participation        | Participation        | 68,398 | 81,3 | +8.8 |
|               | Conservateur retenir | Conservateur retenir | Swing  | −0.8 |      |

### Élections dans les années 1980
| Parti         | Parti                          | Candidat             | Voix   | %    | ±    |
| ------------- | ------------------------------ | -------------------- | ------ | ---- | ---- |
|               | Conservateur                   | Peter Hordern        | 39,775 | 63,7 | +0.5 |
|               | Alliance (Social Démocratique) | Jennifer Pearce      | 15,868 | 25.4 | −1.5 |
|               | Travailliste                   | Michael Shrimpton    | 5,435  | 8,7  | +0.4 |
|               | Green                          | Teremce Metheringham | 1,383  | 2,2  | +0.6 |
| Majorité      | Majorité                       | Majorité             | 23,907 | 38,3 | +2.0 |
| Participation | Participation                  | Participation        | 62,461 | 72,5 | −2.0 |
|               | Conservateur retenir           | Conservateur retenir | Swing  | +1.0 |      |

| Parti         | Parti                          | Candidat             | Voix   | %    | ± |
| ------------- | ------------------------------ | -------------------- | ------ | ---- | - |
|               | Conservateur                   | Peter Hordern        | 37,897 | 63,2 |   |
|               | Alliance (Social Démocratique) | G C Archibald        | 16,112 | 26.9 |   |
|               | Travailliste                   | Geoffrey Ward        | 4,999  | 8,3  |   |
|               | Ecologie                       | Peter H. Spurrier    | 925    | 1,6  |   |
| Majorité      | Majorité                       | Majorité             | 21,785 | 36,3 |   |
| Participation | Participation                  | Participation        | 59,933 | 74,5 |   |
|               | Conservateur retenir           | Conservateur retenir | Swing  |      |   |

## Résultats élections 1945–1974

### Élections dans les années 1970
| Parti         | Parti                | Candidat             | Voix   | %     | ±     |
| ------------- | -------------------- | -------------------- | ------ | ----- | ----- |
|               | Conservateur         | Peter Hordern        | 41,994 | 53,65 | +7.85 |
|               | Travailliste         | Anthony J Edwards    | 27,706 | 35,40 | −1.80 |
|               | Liberal              | Anthony Gill         | 8,574  | 10,95 | −6.05 |
| Majorité      | Majorité             | Majorité             | 14,288 | 18,25 | +9.64 |
| Participation | Participation        | Participation        | 78,274 | 73,99 |       |
|               | Conservateur retenir | Conservateur retenir | Swing  | +4.82 |       |

### Élections dans les années 1960
| Parti         | Parti                | Candidat             | Voix   | %     | ±     |
| ------------- | -------------------- | -------------------- | ------ | ----- | ----- |
|               | Conservateur         | Peter Hordern        | 32,139 | 45,80 | −1.58 |
|               | Travailliste         | John Bowyer          | 26,098 | 37,19 | +4.28 |
|               | Liberal              | Owen Burne           | 11,930 | 17,00 | −1.43 |
| Majorité      | Majorité             | Majorité             | 6,041  | 8,61  | −5.86 |
| Participation | Participation        | Participation        | 70,167 | 78,95 |       |
|               | Conservateur retenir | Conservateur retenir | Swing  | −2.93 |       |

| Parti         | Parti                 | Candidat             | Voix   | %     | ±      |
| ------------- | --------------------- | -------------------- | ------ | ----- | ------ |
|               | Conservateur          | Peter Hordern        | 32,318 | 47,39 | −13.43 |
|               | Travailliste          | Alfred E Pegler      | 22,450 | 32,92 | −6.26  |
|               | Liberal               | Owen GN Burne        | 12,570 | 18,43 | N/A    |
|               | Christian Progressive | James Lee            | 865    | 1,27  | N/A    |
| Majorité      | Majorité              | Majorité             | 9,868  | 14,47 | −7.17  |
| Participation | Participation         | Participation        | 68,203 | 79,48 |        |
|               | Conservateur retenir  | Conservateur retenir | Swing  | −3.59 |        |

### Élections dans les années 1950
| Parti         | Parti                | Candidat             | Voix   | %     | ± |
| ------------- | -------------------- | -------------------- | ------ | ----- | - |
|               | Conservateur         | Frederick Gough      | 37,275 | 60,82 |   |
|               | Travailliste         | Alfred E Pegler      | 24,012 | 39,18 |   |
| Majorité      | Majorité             | Majorité             | 13,263 | 21,64 |   |
| Participation | Participation        | Participation        | 61,287 | 79,99 |   |
|               | Conservateur retenir | Conservateur retenir | Swing  |       |   |

| Parti         | Parti                | Candidat             | Voix   | %     | ± |
| ------------- | -------------------- | -------------------- | ------ | ----- | - |
|               | Conservateur         | Frederick Gough      | 28,598 | 62,60 |   |
|               | Travailliste         | William Baker        | 17,088 | 37,40 |   |
| Majorité      | Majorité             | Majorité             | 11,510 | 25,19 |   |
| Participation | Participation        | Participation        |        | 76,43 |   |
|               | Conservateur retenir | Conservateur retenir | Swing  |       |   |

| Parti         | Parti                | Candidat             | Voix   | %     | ± |
| ------------- | -------------------- | -------------------- | ------ | ----- | - |
|               | Conservateur         | Frederick Gough      | 25,204 | 66,31 |   |
|               | Travailliste         | Russell Kerr         | 12,803 | 33,69 |   |
| Majorité      | Majorité             | Majorité             | 12,401 | 32,63 |   |
| Participation | Participation        | Participation        |        | 77,71 |   |
|               | Conservateur retenir | Conservateur retenir | Swing  |       |   |

| Parti         | Parti                | Candidat               | Voix   | %     | ± |
| ------------- | -------------------- | ---------------------- | ------ | ----- | - |
|               | Conservateur         | Edward Turnour         | 21,627 | 56,36 |   |
|               | Travailliste         | HR Nicholls            | 11,204 | 29,20 |   |
|               | Liberal              | Ella Margaret Marchant | 5,539  | 14,44 |   |
| Majorité      | Majorité             | Majorité               | 10,423 | 27,16 |   |
| Participation | Participation        | Participation          |        | 79,78 |   |
|               | Conservateur retenir | Conservateur retenir   | Swing  |       |   |

### Élections dans les années 1940
| Parti         | Parti                | Candidat             | Voix   | %     | ± |
| ------------- | -------------------- | -------------------- | ------ | ----- | - |
|               | Conservateur         | Edward Turnour       | 21,814 | 54,96 |   |
|               | Travailliste         | Augustus Lindner     | 11,664 | 29,38 |   |
|               | Liberal              | Charles Williamson   | 6,216  | 15,66 |   |
| Majorité      | Majorité             | Majorité             | 10,150 | 25,57 |   |
| Participation | Participation        | Participation        |        | 68,40 |   |
|               | Conservateur retenir | Conservateur retenir | Swing  |       |   |

## Résultats élections 1832–1918

### Élections dans les années 1910
| Parti | Parti             | Candidat       | Voix            | %               | ±               |
| ----- | ----------------- | -------------- | --------------- | --------------- | --------------- |
|       | Conservateur      | Edward Turnour | Sans opposition | Sans opposition | Sans opposition |
|       | Conservateur hold |                |                 |                 |                 |

| Parti              | Parti                | Candidat             | Voix   | %     | ±     |
| ------------------ | -------------------- | -------------------- | ------ | ----- | ----- |
|                    | Conservateur         | Edward Turnour       | 6,324  | 64,2  | +10.8 |
|                    | Liberal              | R. L. Outhwaite      | 3,534  | 35,8  | −10.8 |
| Majorité           | Majorité             | Majorité             | 2,790  | 28,4  | +21.6 |
| Participation      | Participation        | Participation        | 9,858  | 85,8  | −1.6  |
| Registre électeurs | Registre électeurs   | Registre électeurs   | 11,484 |       |       |
|                    | Conservateur retenir | Conservateur retenir | Swing  | +10.8 |       |

### Élections dans les années 1900
| Parti              | Parti                | Candidat               | Voix   | %    | ±   |
| ------------------ | -------------------- | ---------------------- | ------ | ---- | --- |
|                    | Conservateur         | Edward Turnour         | 4,903  | 53,4 | N/A |
|                    | Liberal              | Lestocq Robert Erskine | 4,286  | 46,6 | N/A |
| Majorité           | Majorité             | Majorité               | 617    | 6,8  | N/A |
| Participation      | Participation        | Participation          | 9,189  | 87,4 | N/A |
| Registre électeurs | Registre électeurs   | Registre électeurs     | 10,508 |      |     |
|                    | Conservateur retenir | Conservateur retenir   | Swing  | N/A  |     |

| Parti              | Parti                | Candidat               | Voix   | %    | ±   |
| ------------------ | -------------------- | ---------------------- | ------ | ---- | --- |
|                    | Conservateur         | Edward Turnour         | 4,388  | 54,9 | N/A |
|                    | Liberal              | Lestocq Robert Erskine | 3,604  | 45,1 | N/A |
| Majorité           | Majorité             | Majorité               | 784    | 9,8  | N/A |
| Participation      | Participation        | Participation          | 7,992  | 78,5 | N/A |
| Registre électeurs | Registre électeurs   | Registre électeurs     | 10,183 |      |     |
|                    | Conservateur retenir | Conservateur retenir   | Swing  | N/A  |     |

    = N/A
| Parti | Parti             | Candidat               | Voix            | %               | ±               |
| ----- | ----------------- | ---------------------- | --------------- | --------------- | --------------- |
|       | Conservateur      | John Heywood Johnstone | Sans opposition | Sans opposition | Sans opposition |
|       | Conservateur hold |                        |                 |                 |                 |

### Élections dans les années 1890
| Parti | Parti             | Candidat               | Voix            | %               | ±               |
| ----- | ----------------- | ---------------------- | --------------- | --------------- | --------------- |
|       | Conservateur      | John Heywood Johnstone | Sans opposition | Sans opposition | Sans opposition |
|       | Conservateur hold |                        |                 |                 |                 |

| Parti              | Parti                | Candidat                    | Voix  | %    | ±    |
| ------------------ | -------------------- | --------------------------- | ----- | ---- | ---- |
|                    | Conservateur         | John Heywood Johnstone      | 4,150 | 60,9 | −4.6 |
|                    | Liberal              | Reginald Garton Wilberforce | 2,666 | 39,1 | +4.6 |
| Majorité           | Majorité             | Majorité                    | 1,484 | 21,8 | −9.2 |
| Participation      | Participation        | Participation               | 6,816 | 74,4 | +0.9 |
| Registre électeurs | Registre électeurs   | Registre électeurs          | 9,157 |      |      |
|                    | Conservateur retenir | Conservateur retenir        | Swing | −4.6 |      |

| Parti              | Parti                | Candidat                    | Voix  | %    | ±   |
| ------------------ | -------------------- | --------------------------- | ----- | ---- | --- |
|                    | Conservateur         | Walter Barttelot            | 4,303 | 65,5 | N/A |
|                    | Liberal              | Reginald Garton Wilberforce | 2,268 | 34,5 | N/A |
| Majorité           | Majorité             | Majorité                    | 2,035 | 31,0 | N/A |
| Participation      | Participation        | Participation               | 6,571 | 73,5 | N/A |
| Registre électeurs | Registre électeurs   | Registre électeurs          | 8,938 |      |     |
|                    | Conservateur retenir | Conservateur retenir        | Swing | N/A  |     |

### Élections dans les années 1880
| Parti | Parti             | Candidat         | Voix            | %               | ±               |
| ----- | ----------------- | ---------------- | --------------- | --------------- | --------------- |
|       | Conservateur      | Walter Barttelot | Sans opposition | Sans opposition | Sans opposition |
|       | Conservateur hold |                  |                 |                 |                 |

| Parti              | Parti                | Candidat             | Voix  | %    | ±     |
| ------------------ | -------------------- | -------------------- | ----- | ---- | ----- |
|                    | Conservateur         | Walter Barttelot     | 4,483 | 64,5 | +9.9  |
|                    | Liberal              | Samuel Barrow        | 2,467 | 35,5 | −9.9  |
| Majorité           | Majorité             | Majorité             | 2,016 | 29,0 | +19.9 |
| Participation      | Participation        | Participation        | 6,950 | 81,0 | −10.4 |
| Registre électeurs | Registre électeurs   | Registre électeurs   | 8,582 |      |       |
|                    | Conservateur retenir | Conservateur retenir | Swing | +9.9 |       |

| Parti | Parti             | Candidat              | Voix            | %               | ±               |
| ----- | ----------------- | --------------------- | --------------- | --------------- | --------------- |
|       | Conservateur      | Henry Aubrey-Fletcher | Sans opposition | Sans opposition | Sans opposition |
|       | Conservateur hold |                       |                 |                 |                 |

- Causé par la nomination d'Aubrey-Fletcher en tant que Groom in Waiting.

| Parti              | Parti                | Candidat              | Voix  | %    | ±     |
| ------------------ | -------------------- | --------------------- | ----- | ---- | ----- |
|                    | Conservateur         | Henry Aubrey-Fletcher | 605   | 54,6 | −8.1  |
|                    | Liberal              | James Clifton Brown   | 504   | 45,4 | +8.1  |
| Majorité           | Majorité             | Majorité              | 101   | 9,1  | −16.2 |
| Participation      | Participation        | Participation         | 1,109 | 91,4 | +4.5  |
| Registre électeurs | Registre électeurs   | Registre électeurs    | 1,214 |      |       |
|                    | Conservateur retenir | Conservateur retenir  | Swing | −8.1 |       |

### Élections dans les années 1870
| Parti              | Parti                              | Candidat                           | Voix  | %     | ±     |
| ------------------ | ---------------------------------- | ---------------------------------- | ----- | ----- | ----- |
|                    | Liberal                            | James Clifton Brown                | 478   | 53,0  | +15.7 |
|                    | Conservateur                       | Hardinge Giffard                   | 424   | 47,0  | −15.7 |
| Majorité           | Majorité                           | Majorité                           | 54    | 6,0   | N/A   |
| Participation      | Participation                      | Participation                      | 902   | 89,6  | +2.7  |
| Registre électeurs | Registre électeurs                 | Registre électeurs                 | 1,007 |       |       |
|                    | Liberal vainqueur sur Conservateur | Liberal vainqueur sur Conservateur | Swing | +15.7 |       |

- Causée par l'annulation de l'élection partielle sur pétition.

| Parti              | Parti                              | Candidat                           | Voix  | %     | ±     |
| ------------------ | ---------------------------------- | ---------------------------------- | ----- | ----- | ----- |
|                    | Liberal                            | Robert Henry Hurst                 | 437   | 50,5  | +13.2 |
|                    | Conservateur                       | John Aldridge                      | 424   | 49,0  | −13.7 |
|                    | Permissive Bill                    | Thomas Richardson                  | 5     | 0,6   | N/A   |
| Majorité           | Majorité                           | Majorité                           | 13    | 1,5   | N/A   |
| Participation      | Participation                      | Participation                      | 866   | 87,3  | +0.4  |
| Registre électeurs | Registre électeurs                 | Registre électeurs                 | 992   |       |       |
|                    | Liberal vainqueur sur Conservateur | Liberal vainqueur sur Conservateur | Swing | +13.4 |       |

- Causé par la nomination de Vesey-FitzGerald au poste de Chief Charity Commissioner for England and Wales.

| Parti              | Parti                              | Candidat                           | Voix  | %     | ±     |
| ------------------ | ---------------------------------- | ---------------------------------- | ----- | ----- | ----- |
|                    | Conservateur                       | William Vesey-FitzGerald           | 520   | 62,7  | +12.7 |
|                    | Liberal                            | Robert Henry Hurst                 | 310   | 37,3  | −12.7 |
| Majorité           | Majorité                           | Majorité                           | 210   | 25,3  | N/A   |
| Participation      | Participation                      | Participation                      | 830   | 86,9  | −8.2  |
| Registre électeurs | Registre électeurs                 | Registre électeurs                 | 955   |       |       |
|                    | Conservateur vainqueur sur Liberal | Conservateur vainqueur sur Liberal | Swing | +12.7 |       |

### Élections dans les années 1860
Modèle:Election box win
| Parti              | Parti              | Candidat           | Voix  | %    | ±     |
| ------------------ | ------------------ | ------------------ | ----- | ---- | ----- |
|                    | Liberal            | Robert Henry Hurst | 380   | 50,0 | −0.8  |
|                    | Conservateur       | John Aldridge      | 380   | 50,0 | +0.8  |
| Majorité           | Majorité           | Majorité           | 0     | 0,0  | −1.5  |
| Participation      | Participation      | Participation      | 760   | 95,1 | +14.3 |
| Registre électeurs | Registre électeurs | Registre électeurs | 799   |      |       |
|                    | Liberal retenir    | Liberal retenir    | Swing | −0.8 |       |

- Les deux candidats ont obtenu le même nombre de voix, et tous deux ont été déclarés élus, avec des pétitions déposées contre les deux. Cependant, le 3 mai 1869, Aldridge retire sa demande de candidature, permettant à Hurst d'être le seul élue[39].

| Parti              | Parti                              | Candidat                           | Voix  | %    | ±   |
| ------------------ | ---------------------------------- | ---------------------------------- | ----- | ---- | --- |
|                    | Liberal                            | Robert Henry Hurst                 | 164   | 50,8 | N/A |
|                    | Conservateur                       | William Vesey-FitzGerald           | 159   | 49,2 | N/A |
| Majorité           | Majorité                           | Majorité                           | 5     | 1,5  | N/A |
| Participation      | Participation                      | Participation                      | 323   | 80,8 | N/A |
| Registre électeurs | Registre électeurs                 | Registre électeurs                 | 400   |      |     |
|                    | Liberal vainqueur sur Conservateur | Liberal vainqueur sur Conservateur | Swing | N/A  |     |

### Élections dans les années 1850
| Parti              | Parti              | Candidat                 | Voix            | %               | ±               |
| ------------------ | ------------------ | ------------------------ | --------------- | --------------- | --------------- |
|                    | Conservateur       | William Vesey-FitzGerald | Sans opposition | Sans opposition | Sans opposition |
| Registre électeurs | Registre électeurs | Registre électeurs       | 387             |                 |                 |
|                    | Conservateur hold  |                          |                 |                 |                 |

| Parti              | Parti                | Candidat                 | Voix  | %    | ±   |
| ------------------ | -------------------- | ------------------------ | ----- | ---- | --- |
|                    | Conservateur         | William Vesey-FitzGerald | 173   | 59,7 | N/A |
|                    | Libéral indépendant  | James Scott              | 117   | 40,3 | N/A |
| Majorité           | Majorité             | Majorité                 | 56    | 19,4 | N/A |
| Participation      | Participation        | Participation            | 290   | 82,9 | N/A |
| Registre électeurs | Registre électeurs   | Registre électeurs       | 350   |      |     |
|                    | Conservateur retenir | Conservateur retenir     | Swing | N/A  |     |

| Parti              | Parti                             | Candidat                 | Voix            | %               | ±               |
| ------------------ | --------------------------------- | ------------------------ | --------------- | --------------- | --------------- |
|                    | Conservateur                      | William Vesey-FitzGerald | Sans opposition | Sans opposition | Sans opposition |
| Registre électeurs | Registre électeurs                | Registre électeurs       | 350             |                 |                 |
|                    | Conservateur Vainqueur de Radical |                          |                 |                 |                 |

### Élections dans les années 1840
| Parti              | Parti                              | Candidat                           | Voix  | %     | ±     |
| ------------------ | ---------------------------------- | ---------------------------------- | ----- | ----- | ----- |
|                    | Conservateur                       | William Vesey-FitzGerald           | 182   | 61,3  | +12.7 |
|                    | Whig                               | Edward Fitzalan-Howard             | 115   | 38,7  | −12.7 |
| Majorité           | Majorité                           | Majorité                           | 67    | 22,6  | N/A   |
| Participation      | Participation                      | Participation                      | 297   | 84,6  | −8.9  |
| Registre électeurs | Registre électeurs                 | Registre électeurs                 | 351   |       |       |
|                    | Conservateur vainqueur sur Radical | Conservateur vainqueur sur Radical | Swing | +12.7 |       |

- Tenue en raison de l'annulation du résultat des élections générales de 1847 sur pétition, en raison du traitement, le 23 mars 1848[41]. Après une nouvelle pétition découlant de l'élection partielle, Vesey-Fitzgerald a été déclarée indûment élue, en raison de corruption et de traitement par lui et ses agents, et Fitzalan-Howard fut déclaré élu le 8 septembre 1848[42]

| Parti              | Parti                              | Candidat                           | Voix  | %    | ±   |
| ------------------ | ---------------------------------- | ---------------------------------- | ----- | ---- | --- |
|                    | Radical                            | John Jervis                        | 164   | 51,4 | N/A |
|                    | Conservateur                       | William Vesey-FitzGerald           | 155   | 48,6 | N/A |
| Majorité           | Majorité                           | Majorité                           | 9     | 2,8  | N/A |
| Participation      | Participation                      | Participation                      | 319   | 93,5 | N/A |
| Registre électeurs | Registre électeurs                 | Registre électeurs                 | 341   |      |     |
|                    | Radical vainqueur sur Conservateur | Radical vainqueur sur Conservateur | Swing | N/A  |     |

| Parti | Parti                             | Candidat           | Voix            | %               | ±               |
| ----- | --------------------------------- | ------------------ | --------------- | --------------- | --------------- |
|       | Radical                           | Robert Henry Hurst | Sans opposition | Sans opposition | Sans opposition |
|       | Radical Vainqueur de Conservateur |                    |                 |                 |                 |

- Causé par la succession de Scarlett à la pairie, devenant le 2e Baron Abinger

| Parti              | Parti                             | Candidat           | Voix            | %               | ±               |
| ------------------ | --------------------------------- | ------------------ | --------------- | --------------- | --------------- |
|                    | Conservateur                      | Robert Scarlett    | Sans opposition | Sans opposition | Sans opposition |
| Registre électeurs | Registre électeurs                | Registre électeurs | 377             |                 |                 |
|                    | Conservateur Vainqueur de Radical |                    |                 |                 |                 |

### Élections dans les années 1830
| Parti              | Parti              | Candidat           | Voix  | %    | ±    |
| ------------------ | ------------------ | ------------------ | ----- | ---- | ---- |
|                    | Radical            | Robert Henry Hurst | 147   | 50,3 | −0.3 |
|                    | Conservateur       | Thomas Broadwood   | 145   | 49,7 | +0.3 |
| Majorité           | Majorité           | Majorité           | 2     | 0,7  | −0.5 |
| Participation      | Participation      | Participation      | 292   | 91,5 | +1.9 |
| Registre électeurs | Registre électeurs | Registre électeurs | 319   |      |      |
|                    | Radical retenir    | Radical retenir    | Swing | −0.3 |      |

| Parti              | Parti              | Candidat           | Voix  | %    | ±     |
| ------------------ | ------------------ | ------------------ | ----- | ---- | ----- |
|                    | Radical            | Robert Henry Hurst | 127   | 50,6 | −10.0 |
|                    | Conservateur       | Thomas Broadwood   | 124   | 49,4 | N/A   |
| Majorité           | Majorité           | Majorité           | 3     | 1,2  | −20.1 |
| Participation      | Participation      | Participation      | 251   | 89,6 | +16.4 |
| Registre électeurs | Registre électeurs | Registre électeurs | 280   |      |       |
|                    | Radical retenir    | Radical retenir    | Swing | N/A  |       |

| Parti              | Parti                     | Candidat           | Votes | %    |
| ------------------ | ------------------------- | ------------------ | ----- | ---- |
|                    | Radical                   | Robert Henry Hurst | 114   | 60,6 |
|                    | Whig                      | Edward Blount      | 74    | 39,4 |
| Majorité           | Majorité                  | Majorité           | 40    | 21,3 |
| Participation      | Participation             | Participation      | 188   | 73,2 |
| Registre électeurs | Registre électeurs        | Registre électeurs | 257   |      |
|                    | Radical Vainqueur de Whig |                    |       |      |

| Parti              | Parti              | Candidat                 | Votes           | %               |                 |
| ------------------ | ------------------ | ------------------------ | --------------- | --------------- | --------------- |
|                    | Whig               | Nicholas Ridley-Colborne | Sans opposition | Sans opposition | Sans opposition |
|                    | Whig               | Henry Howard             | Sans opposition | Sans opposition | Sans opposition |
| Registre électeurs | Registre électeurs | Registre électeurs       | c. 103          |                 |                 |
|                    | Whig hold          |                          |                 |                 |                 |
|                    | Whig hold          |                          |                 |                 |                 |

| Parti | Parti     | Candidat                 | Votes           | %               |                 |
| ----- | --------- | ------------------------ | --------------- | --------------- | --------------- |
|       | Whig      | Nicholas Ridley-Colborne | Sans opposition | Sans opposition | Sans opposition |
|       | Whig      | Henry Howard             | Sans opposition | Sans opposition | Sans opposition |
|       | Whig hold |                          |                 |                 |                 |
|       | Whig hold |                          |                 |                 |                 |

## Sources
- Résultats élections, 2010 (BBC)
- Résultats élections, 2005 (BBC)
- Résultats élections, 1997 - 2001 (BBC)
- Résultats élections, 1997 - 2001 (Election Demon)
- Résultats élections, 1983 - 1992 (Election Demon)
- Résultats élections, 1992 - 2010 (Guardian)